# Luis Belzuz
Luis Belzuz de los Ríos (Madrid, 31 de agosto de 1956) es un diplomático español. Fue Embajador de España en Honduras y en Eslovaquia.

## Biografía
Licenciado en Derecho y Sociología y en Ciencias Políticas y máster en Administración Pública por la Universidad de Harvard, ingresó en 1984 en la carrera diplomática.
Ha sido vocal asesor en el Gabinete de la Presidencia del Gobierno, segundo jefe en la Embajada de España en Turquía, consejero en la representación permanente de España ante la OTAN y Jefe de los Gabinetes Técnicos del Secretario General de Asuntos Europeos y del Subsecretario de Asuntos Exteriores. En 2009 fue nombrado Segundo Jefe en la Embajada de España ante la Santa Sede y hasta septiembre de 2010 era Director del Gabinete del Secretario de Estado-Director del Centro Nacional de Inteligencia.
Fue embajador de España en Honduras (2010-2013). En Honduras, la XXIII Asamblea Nacional de la Asociación de Municipios de Honduras (AMHON) le nombró “Alcalde Honorario” de Honduras (2013), y el Gobierno de la República de Honduras le otorgó la Orden de Francisco Morazán en el Grado de Gran Cruz Placa de Plata (diciembre del 2013).
Fue jefe de Gabinete del Ministerio de Industria hasta 2017, y posteriormente Embajador de España en Eslovaquia (2017-2021).

## Publicaciones

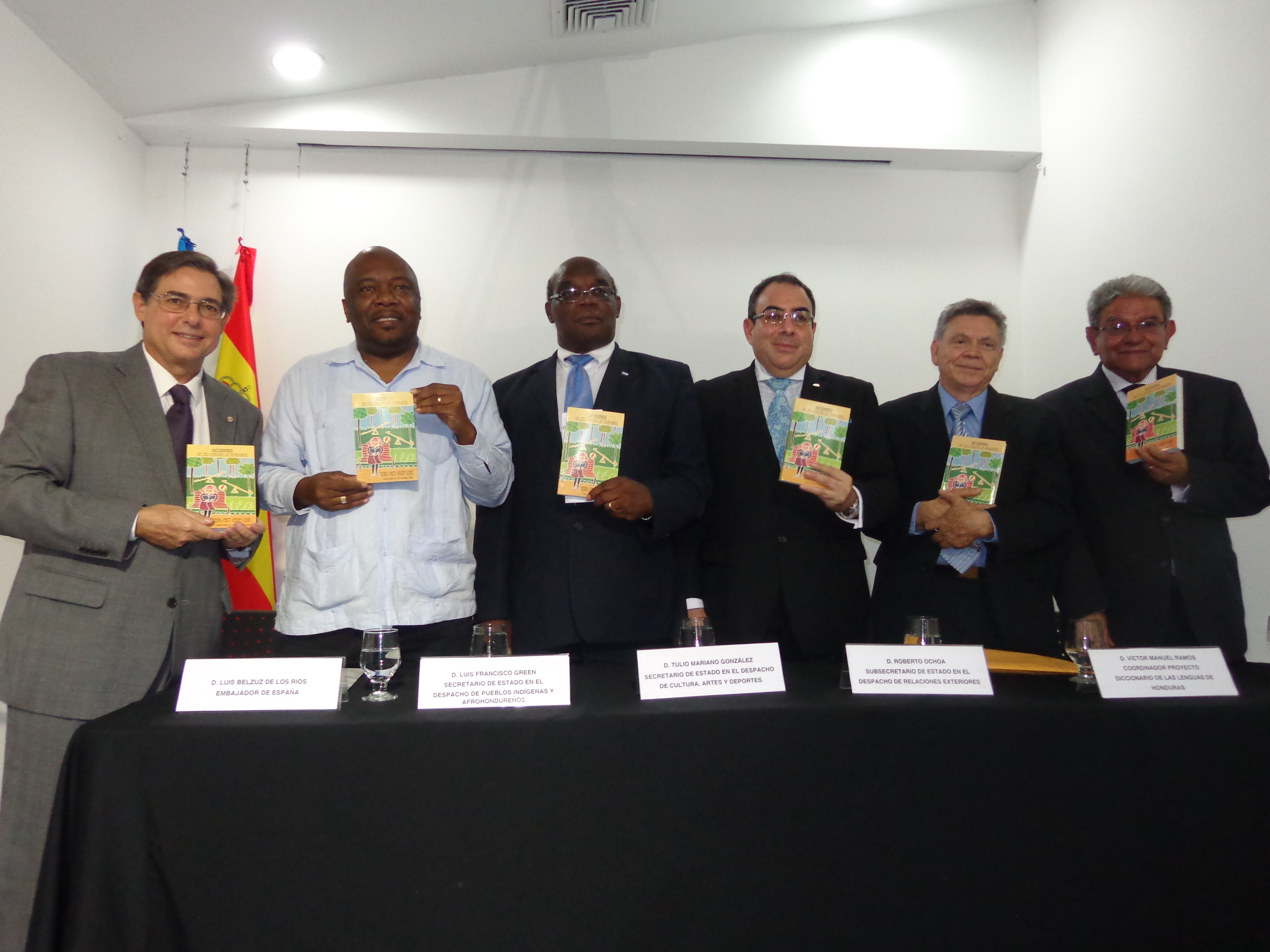
Luis Belzuz (primero a la izquierda) en la presentación del Diccionario de las Lenguas de Honduras DLH.

- Luis Belzuz (primero a la izquierda) en la presentación del Diccionario de las Lenguas de Honduras DLH.Prólogo a "Prontuario Municipal". Asociación de Municipios de Honduras-AMHON, Tegucigalpa (2011).
- Prólogo a "Bicentenario de la Constitución de Cádiz en Honduras". Centro Cultural de España en Tegucigalpa (2012).
- Prólogo a "Tegucifossil de la serie Fossilis Modernus, de Adonay Navarro". Centro Cultural de España en Tegucigalpa (2013).
- Prólogo a “Taller de la Merced de Walter Suazo”. Secretaría de Cultura, Artes y Deportes, Tegucigalpa (2013).
- Prólogo a "Diccionario de las Lenguas de Honduras".[4] Academia Hondureña de la Lengua-AHL, Tegucigalpa (2013).